# グリコールアルデヒドデヒドロゲナーゼ
グリコールアルデヒドデヒドロゲナーゼ（glycolaldehyde dehydrogenase）は、グリオキシル酸およびジカルボン酸代謝酵素の一つで、次の化学反応を触媒する酸化還元酵素である。
グリコールアルデヒド + NAD+ + H2O {\displaystyle \rightleftharpoons } グリコール酸 + NADH + 2 H+
反応式の通り、この酵素の基質はグリコールアルデヒドとNAD+と水、生成物はグリコール酸とNADHとH+である。
組織名はglycolaldehyde:NAD+ oxidoreductaseである。